# 1451

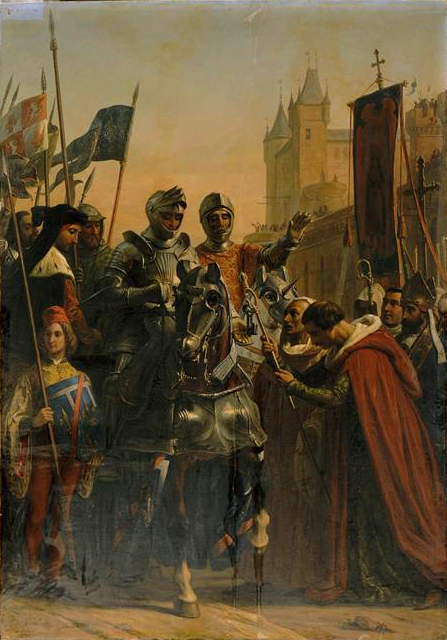
Bordeaux onderwerpt zich aan de Fransen

Het jaar 1451 is het 51e jaar in de 15e eeuw volgens de christelijke jaartelling.

## Gebeurtenissen
januari
- 1 - De nederzetting Vila da Praia op Terceira wordt gesticht door Jacob van Brugge.
- 7 - Stichting door een bul van paus Nicolaas V van de Universiteit van Glasgow.
- 27 - Einde van de Saksische Broederoorlog. Willem III krijgt Thüringen, Frederik II Meißen en het keurvorstendom Saksen.

april
- april - De Bastaard van Orléans valt Guyenne binnen, het oudste en behoudens Calais het laatste Engelse bastion in Frankrijk.

juni
- 30 - Bordeaux, sinds 1259 in bezit van de Engelse koningen, valt in Franse handen.

juli
- 22 - Nadat de noordelijke toren is getroffen door de bliksem, brandt de Johanneskerk van Maagdenburg grotendeels af.

oktober
- 26 - In hun conflict met de Bourgondische hertog Filips de Goede roepen de gilden van Gent een algemene staking uit en nemen ze de wapens op. (zie: Gentse Opstand)

november
- november - Lodewijk XI van Frankrijk trouwt met Charlotte van Savoye.

zonder datum
- Esen tajsj, leider van de Oirats, verslaat Tayisung Khan Toghtoa Bukha, de keizer van de Noordelijke Yuan.
- Stichting van de stad Tsjerdyn.
- Opstand van de Irmandiños in Castilië
- Erik II van Pommeren huwt Sophia van Pommeren.

## Kunst

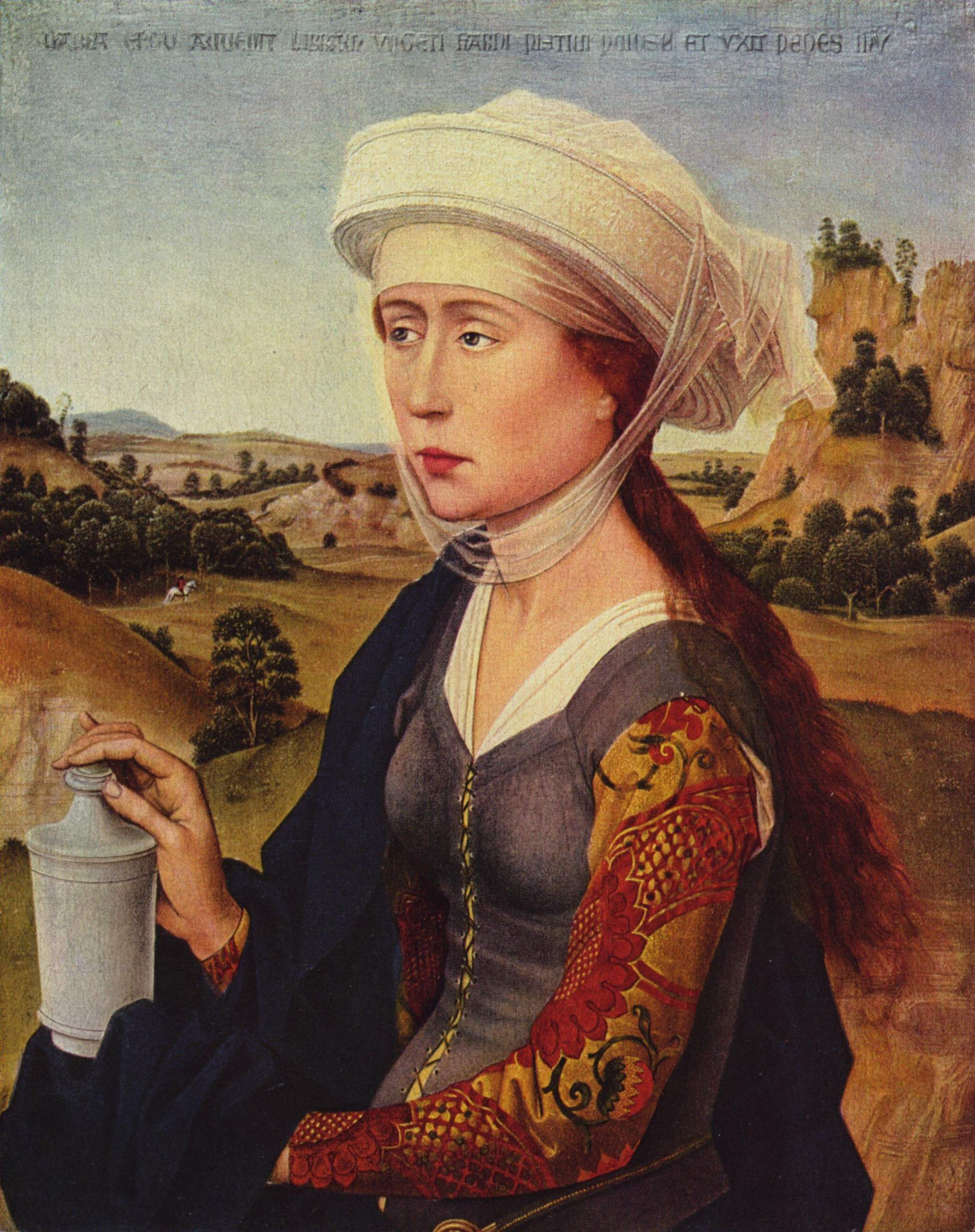
Rogier van der Weyden: Maria Magdalena
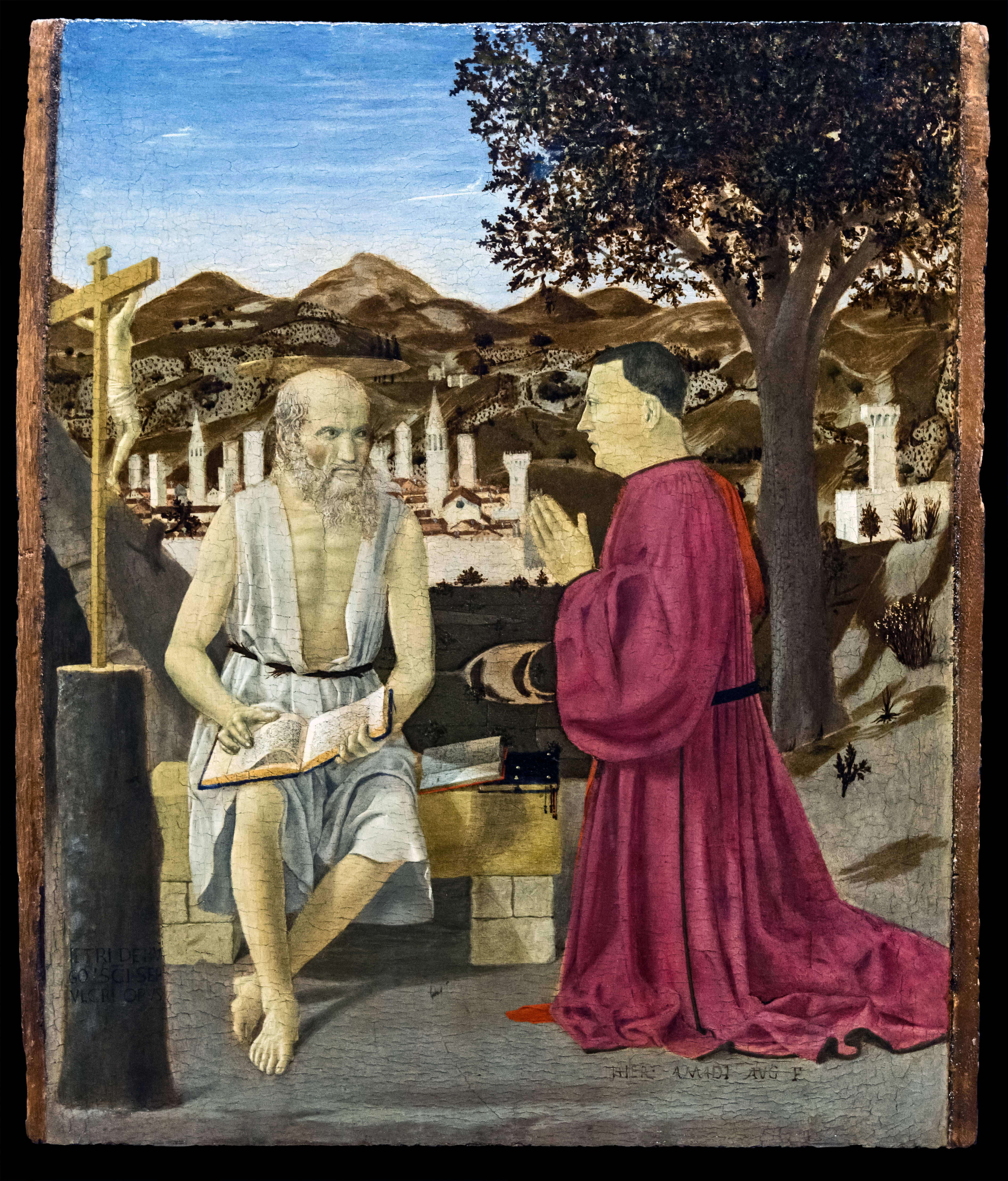
Piero della Francesca: De Heilige Hiëronymus en een donor
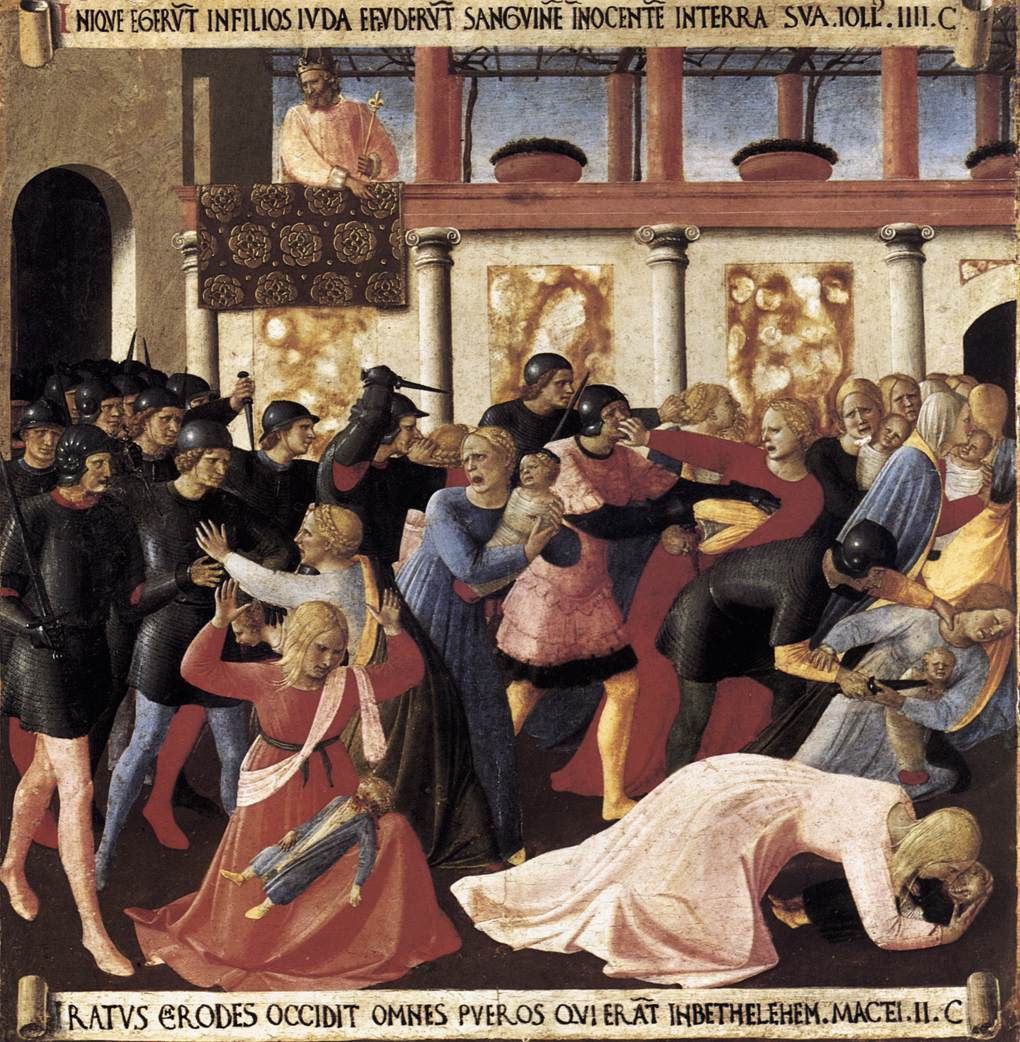
Fra Angelico: De kindermoord van Bethlehem
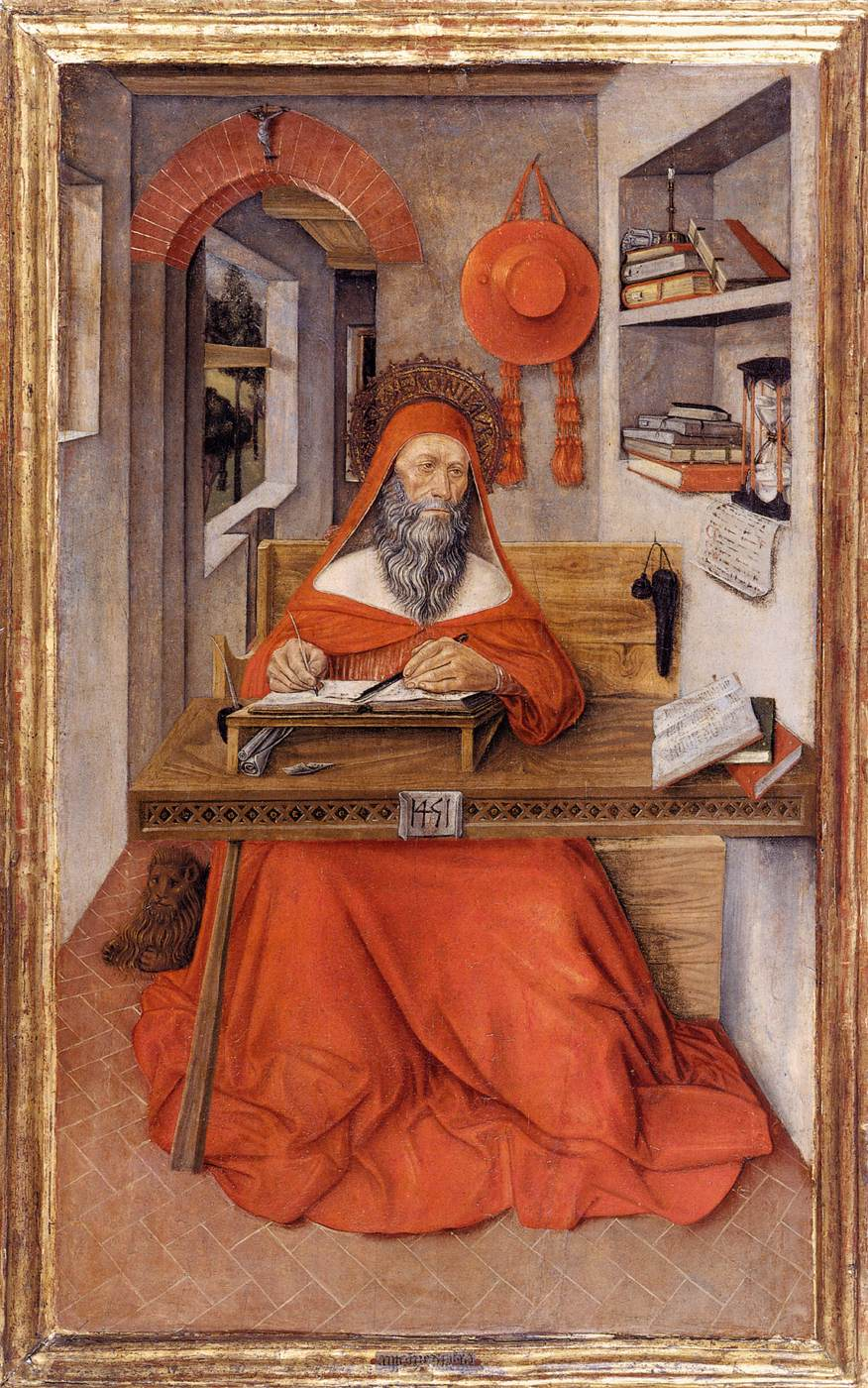
Antonio da Fabriano: De Heilige Hiëronymus in zijn studeervertrek

## Opvolging
- kalief van Caïro (Abbasiden): Al-Mustakfi II opgevolgd door Al-Qa'im II
- Hanau: Reinhard II opgevolgd door Reinhard III
- Nassau-Siegen, Vianden en half Diez: Hendrik II opgevolgd door zijn broer Jan IV
- Ottomaanse Rijk: Murat II opgevolgd door zijn vader Mehmet II
- Rijnpalts: Filips opgevolgd door zijn oom, regent en adoptiefvader Frederik I
- Stettin: Casimir V opgevolgd door Joachim I

## Geboren
- 14 januari - Franchinus Gaffurius, Italiaans componist
- 22 april - Isabella I, koningin van Castilië (1474-1504)
- 2 mei - René II, hertog van Lotharingen
- 17 mei - Engelbrecht II van Nassau, Duits edelman
- 5 september - Isabel Neville, Engels edelvrouw
- 16 oktober - Frederik I, koning van Napels (1496-1501)
- Christoffel Columbus, Genuees ontdekkingsreiziger
- Elisabeth van Brandenburg, Duits edelvrouw
- Claudine Grimaldi, Italiaans edelvrouw
- Matthaeus Herbenus, Nederlands geschiedschrijver
- René de Prie, Frans kardinaal
- Kemal Reis, Turks admiraal en piraat
- Balthasar, hertog van Mecklenburg (jaartal bij benadering)
- Giovanni Caboto, Venetiaans ontdekkingsreiziger (jaartal bij benadering)
- Lorenzo Cibo de’ Mari, Italiaans kardinaal (jaartal bij benadering)
- Jacobus III, koning van Schotland (1460-1488) (jaartal bij benadering)

## Overleden
- 7 januari - Felix V (67), tegenpaus (1439-1449)
- 18 januari - Hendrik II van Nassau-Siegen (37), Duits edelman
- 3 februari - Murat II (46), Ottomaans sultan (1421-1444, 1446-1451)
- 11 juli - Barbara van Celje (~60), echtgenote van keizer Sigismund, regentes van Hongarije
- 3 augustus - Elisabeth van Görlitz (60), hertogin van Luxemburg
- 27 november - Dirk van Bronckhorst-Batenburg, Gelders edelman
- Barnim VII van Pommeren, Duits edelman
- Frederik van Drakenburg (~61), Utrechts politicus
- Jan II van Egmont (~56), Noord-Nederlands edelman
- Stefan Lochner, Duits schilder
- Stefano di Giovanni, Italiaans schilder (jaartal bij benadering)